# Модульный макет железной дороги
Модульный макет железной дороги состоит из множества отдельных частей (мо́дулей), стандартизированных для возможности универсального соединения друг с другом, как детали игры-конструктора. Модули, которые легко хранить и перевозить, позволяют устраивать общие мероприятия, в ходе которых из модулей, созданных многими моделистами, собирается большой модульный макет и устраивается одновременное движение множества поездов по нему. Большое количество участников и поездов вкупе со значительной длиной пути делают возможным воссоздание многих аспектов работы настоящей железной дороги, включая график движения поездов, работу поездного диспетчера, имитацию перевозки грузов и пассажиров.
Модули физически стыкуются друг с другом с помощью универсальных стыковочных поверхностей — стыковочных фла́нцев, для которых строго нормируются геометрические размеры, расположение железнодорожных путей и способ соединения модулей между собой.
Модуль может быть выполнен цельным либо составным из нескольких частей. В последнем случае поверхности стыкования частей модуля могут быть произвольной конструкции (не по нормам для стыковочных фланцев), если не предполагается использование частей составного модуля в качестве самостоятельных модулей.
Разборный макет не является модульным, если его поверхности стыкования не выполнены по нормам для стыковочных фланцев.
Обособленный макет, имеющий хотя бы один стыковочный фланец, является модулем, поскольку допускает стыкование с другими модулями.

## Требования к модулям

### Совместимость
Самым главным требованием к макетному модулю является совместимость с другими модулями. Выполнение требований совместимости при изготовлении модуля позволяет быстро и беспроблемно включить модуль в состав модульного макета и эксплуатировать его.

#### Геометрическая совместимость

##### Путь и габарит
При соединении модулей, выполненных в одном типоразмере, пути одинаковой колеи оказываются, как правило, совместимыми друг с другом. Ограничить совместимость могут:
- высота рельса и рельсо-шпальных скреплений, что может оказаться важным при эксплуатации моделей подвижного состава на колёсах с высокими гребнями;
- нормы на геометрические размеры деталей стрелочных переводов или других устройств, расположенных внутри колеи (контррельсы, переездные настилы, расцепители);
- габарит приближения строений, который может ограничить эксплуатацию подвижного состава на макете.

##### Расстояние между осями путей
В случае, если на стыковочный фланец выходят несколько путей (например, многопутный перегон или горловина узловой станции), необходимо обеспечить одинаковое расстояние между осями путей на стыкуемых модулях.
Модули разных модульных систем имеют, как правило, различные расстояния между осями путей. Для соединения таких модулей могут использоваться модули-переходники, в пределах которых межпутьевое расстояние плавно отводится.
Если сделать это невозможно, то к одному из путей (главному) на фланце многопутного модуля пристыковывается однопутный модуль, а остальные пути считаются тупиковыми (если «легенда» модуля допускает это) и оконечиваются съёмными тупиковыми упорами.

##### Соединение модулей
Для соединения модулей между собой могут использоваться:
- струбцины, стягивающие торцы соседних модулей;
- резьбовые крепления с помощью винтов, болтов или резьбовых шпилек и гаек (обычно «барашков» или гаек с накаткой, которые удобно закручивать руками без применения инструмента);
- соединительные замки́, обеспечивающие быстрое соединение и разъединение модулей.

#### Электрическая совместимость

##### Разъёмные соединения
Для быстрого соединения электрических цепей соседних модулей часто используются разъёмные соединения распространённых типов, например:
- RCA («тюльпаны»);
- D-sub;
- RJ («телефонные» или «сетевые»).
- клеммные колодки с зажимным или винтовым соединением проводов.

Некоторые старые модульные системы используют устаревшие типы разъёмов, принятые в качестве стандарта в эпоху их широкого распространения. В настоящее время разъёмы таких типов становятся всё более дефицитными и дорогими, но переход на другой тип разъёмов затруднён тем, что разъёмы старого типа уже используются в большом количестве существующих модулей, и глобальная замена всех этих разъёмов потребует больших затрат.

### Портативность
Поскольку модули, как правило, рассчитываются на использование в совместных мероприятиях (выставках, «покатушках»), то они должны быть удобными для перевозки.

#### Габариты модуля
При выборе габаритов модуля следует предусмотреть возможность перевозки их общественным транспортом (городской транспорт, поезда дальнего следования). Для этого габариты модуля выбираются такими, чтобы его можно было поместить в транспорте в пространство, предназначенное для размещения багажа. При этом также должны соблюдаться ограничения габаритов багажа, налагаемые правилами перевоза багажа данным видом транспорта:
- В наземном общественном транспорте (трамвай, автобус, троллейбус) габаритные размеры багажа не должны превышать 1000×500×300 мм[1].
- В метро стран бывшего СССР сумма габаритных размеров (длина+ширина+высота) перевозимого багажа не должна превышать 200 см[2].
- В купе пассажирских поездов дальнего следования имеются багажные ниши размером 1600×600×300 (280[3]) мм. Однако сумма габаритов багажа не должна превышать 200 см[4].

## Модульные стандарты

### ТипоразмерH0

#### Европа

##### FREMO
- Одно- и двухпутные линии
- Расстояние между осями I и II пути — 46 мм[5]

#### Страны бывшего СССР

##### Локотранс-модуль
«Локотранс-модуль» (ЛТ-модуль) — общее название модулей и норм, разработанных Ростовским клубом моделистов «Локотранс-Юг» в 1999 году по инициативе железнодорожных моделистов из Ставрополя и Ростова-на-Дону, для построения макетов железных дорог в масштабе 1:87 (H0). Содержат обязательные и рекомендуемые размеры, необходимые для создания модулей макетов железных дорог, а также нормы для создания электрических схем модулей. Основной стандарт для ежегодных международных выставок железнодорожного моделизма «Локотранс-Юг».
- Одно- и двухпутные линии
- Расстояние между осями I и II пути — 58 мм[6]

##### Белорусский модуль
«Белорусский Модуль Архивная копия от 23 ноября 2010 на Wayback Machine» (БМ) — стандарт модулей макетов железной дороги, разработанный моделистами Белоруссии.
- Одно- и двухпутные линии
- Расстояние между осями I и II пути — 60 мм[7]

##### Киевский модуль
«Киевский модуль Архивная копия от 4 августа 2011 на Wayback Machine» (Киевмодуль, КиМо, КМ, укр. Київський модуль) — украинский стандарт модулей макетов железной дороги.
- Одно- и двухпутные линии
- Расстояние между осями I и II пути — 50 мм[8]
- Тема — железные дороги Украины и бывшего СССР; время года — конец весны — начало осени.

### ТипоразмерTT

##### Модуль TT
«Модуль TT Архивная копия от 24 мая 2012 на Wayback Machine» — стандарт модулей макетов железной дороги, продвигаемый одноимённым модельным клубом в Киеве.
- Двухпутные линии
- Расстояние между осями I и II пути — 43 мм[9]
- Цифровое управление

### T-Trak
T-Trak Архивная копия от 11 июня 2017 на Wayback Machine — стандарт модульной системы макета железной дороги в типоразмере N, который сочетает в себе компактность, простоту и скорость изготовления модулей.
Модули предполагают построение на них модельной ЖД с шириной колеи 9 мм, масштабы же встречаются разные — из частых следует упомянуть английский 1:148, японский 1:150, российский, европейский и американский 1:160.
Первая демонстрация концепции модулей произошла в Японии в 2000 году, после чего стандарт обрёл популярность и появился его официальный сайт. Поскольку стандарт описывает лишь основные спецификации модулей, то появилось множество «клубных» стандартов на основе T-Trak, а также дополнений к нему, в том числе и T-Trak-Rus Архивная копия от 17 мая 2017 на Wayback Machine, разработанный клубом моделистов Nscale. Другим ресурсом, описывающим такое расширение, является T-Trak Handbook Архивная копия от 13 июня 2017 на Wayback Machine , содержащий множество полезной информации по созданию модулей.
Изначальной целью создания стандарта является популяризация железнодорожного моделизма среди людей, не имеющих достаточно времени, навыков или средств для создания полноразмерного макета. Неоспоримым преимуществом модульной системы является возможность простого соединения модулей от разных моделистов на общих встречах.
- Двухпутные линии
- Межпутевое расстояние 33мм
- Независимое цифровое и/или аналоговое управление на внешнем и внутреннем главном ходе